# Eric Stanton
Eric Stanton (* 30. September 1926 in New York City; † 17. März 1999; eigentlich Ernest Stanzoni) war ein US-amerikanischer Zeichner russischer Abstammung von erotischen Comics und Illustrationen. Er gilt bis heute als ein Pionier der Fetisch-Kunst sowie als bedeutender Bondagekünstler des 20. Jahrhunderts.

## Werdegang
Während des Zweiten Weltkriegs wurde er als Soldat der US Navy aufgrund einer Kopfverletzung teilweise farbenblind. Anschließend war er Kunstassistent von Boody Rogers bei Sparky Watts oder Babe. Dafür lieferte er Hintergrundzeichnungen und Ideen für die Handlung. Obwohl er persönlich lieber Comics über Frauen beim Wrestling zeichnete, wurde er von Irving Klaw beauftragt, Kapitelserien zu den Themen Bondage und Fantasy zu zeichnen. Dies war der Beginn seiner Fetischkunstkarriere. Anfang der 1950er-Jahre besuchte Stanton dann die Cartoonists and Illustrators School und war Schüler des Comiczeichners Jerry Robinson. Die erste Arbeitsstelle bei den durch Irving Klaw gegründeten Movie Star News trat Stanton im Jahr 1947 an. Er erhielt den Job, nachdem er angegeben hatte, besser als jeder andere dort angestellte Künstler zeichnen zu können.
Während dieser Zeit entstanden unter seinen Pseudonymen wie Savage und John Bee auch Arbeiten für La Revue Érotique.
Zwischen 1958 und 1966 teilte er sich ein Studio mit Steve Ditko, dem Mitschöpfer Spider-Mans. Einige der Arbeiten Stantons aus diesem Zeitraum zeigen einen intensiven künstlerischen Einfluss Ditkos. Einige Kritiker meinen sogar, sehr deutliche Hinweise auf eine Zusammenarbeit der beiden Künstler zu erkennen. Ditko verneinte wiederholt eigene Beiträge zum Werk Stantons.
Nach Klaws Tod 1966 hielt sich Stanton finanziell über Wasser, indem er seine Kunst selbst verlegte und sie über fast schon konspirative Netzwerke an Abonnenten und Förderer verteilte. Seine fotokopierte Stantoons Series wurde bis zu seinem Tod 1999 weitergeführt. Die Serie führte viele Konzepte aus der Nach-Klaw-Zeit fort, unter anderem Blunder Broad (eine sexy Parodie auf Wonder Woman) und die Princkazons.

## Rezeption
In seinen Illustrationen, Karikaturen und comicartigen Geschichten beschäftigte er sich mit Aspekten des Bondage und Crossdressings. Sein besonderes Augenmerk galt dabei der Erniedrigung und Demütigung von Männern sowie der erotisch-motivierten Unterwerfung von Männern unter dominante Frauen. Wenn auch der Großteil seines Werks Szenen weiblicher Dominanz darstellt, schuf er auch Material, das eine umgekehrte Rollenverteilung erkennen lässt. In einigen seiner späteren Arbeiten stellte er zudem bisexuelle, homosexuelle und Transgender-Motive in das Zentrum seines Schaffens. Stanton hat mit seinem künstlerischen Impetus so unterschiedliche Kunstschaffende wie Richard Lindner, Allen Jones und Helmut Newton bis hin zu Martin Kippenberger beeinflusst.

## Zensur
Die Werke Stantons unterlagen immer wieder der Zensur. In Deutschland sind von den 4 Bänden der Reihe The Best of Stanton (Editions Dominique Leroy, Paris) die Bände 2, 3 und 4 seit dem 31. Juli 1984 indiziert.